# Грант (окръг, Арканзас)
Вижте пояснителната страница за други населени места с името Грант.
Окръг Грант (на английски: Grant County) е окръг в щата Арканзас, Съединени американски щати. Площта му е 1639 km², а населението – 17 853 души (2010). Административен център е град Шеридан.